# Красная калохета
Красная калохета (лат. Calochaetes coccineus) — вид птиц из семейства танагровых. Единственный представитель рода Calochaetes. Подвидов не выделяют. Птицы обитают в субтропических и тропических горных влажных лесах, на высоте 1100—2000 метров над уровнем моря, на западных склонах Анд от западного Какета (южная Колумбия) южнее до регионов Аякучо и северного Куско (южный Перу). Длина тела 17—18 см, масса 42—49 грамм.
Эта птица ярко-алого цвета с чёрным нагрудником, простирающимся от области глаз до горла и верхней части груди. Крылья и хвост чёрные.